# Список (елемент GUI)

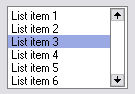
Приклад списку

Список (англ. list box) — це елемент графічного інтерфейсу користувача, що дозволяє користувачу вибирати один або декілька пунктів зі статичного багаторядкового списку. Користувач вибирає пункт натиснувши на ньому. Інколи, коли необхідно вибрати декілька пунктів, використовують комбінації з використанням клавіш Shift або Control.

## XForms
В стандартній вебформі XForms список називається select або select1. Select використовується для множинного вибору, а select1 лише для простого, одиничного вибору пункту зі списку.

## Java
В java є декілька класів, які реалізовують список. Так в пакеті AWT:
- java.awt.List — множинний вибір
- java.awt.Choice — одинарний вибір

В пакеті Swing:
- javax.swing.JList